# Giovanni Battista Montano
Giovanni Battista Montano (1534-1621) est un architecte italien, dessinateur et graveur de première importance, spécialiste  des vestiges architecturaux de l'Antiquité romaine.

## Jeunesse
Montano est né à Milan et devint principalement sculpteur et graveur sur bois. En particulier, il a fait deux grands travaux sculptés dans la Basilique de San Giovanni in Laterano et l'Église de Santa Maria di Loreto. Au début des années 1570, Montano déménage à Rome, où il a intensément étudié les monuments antiques et les ruines de la ville.
Montano était membre de l'Accademia di San Luca, et, en 1602,  la confrérie des Charpentiers lui demande de superviser l'achèvement de l'Église de San Giuseppe dei Falegnami, dont la construction avait déjà commencé en 1597. Montano a conçu la façade de l'église, mais sa mort en 1621 signifie que le travail devait être poursuivi par son élève Giovanni Battista Soria. De nombreux aménagements en bois à l'intérieur de l'église de confirment le savoir-faire de Montano et de son atelier.

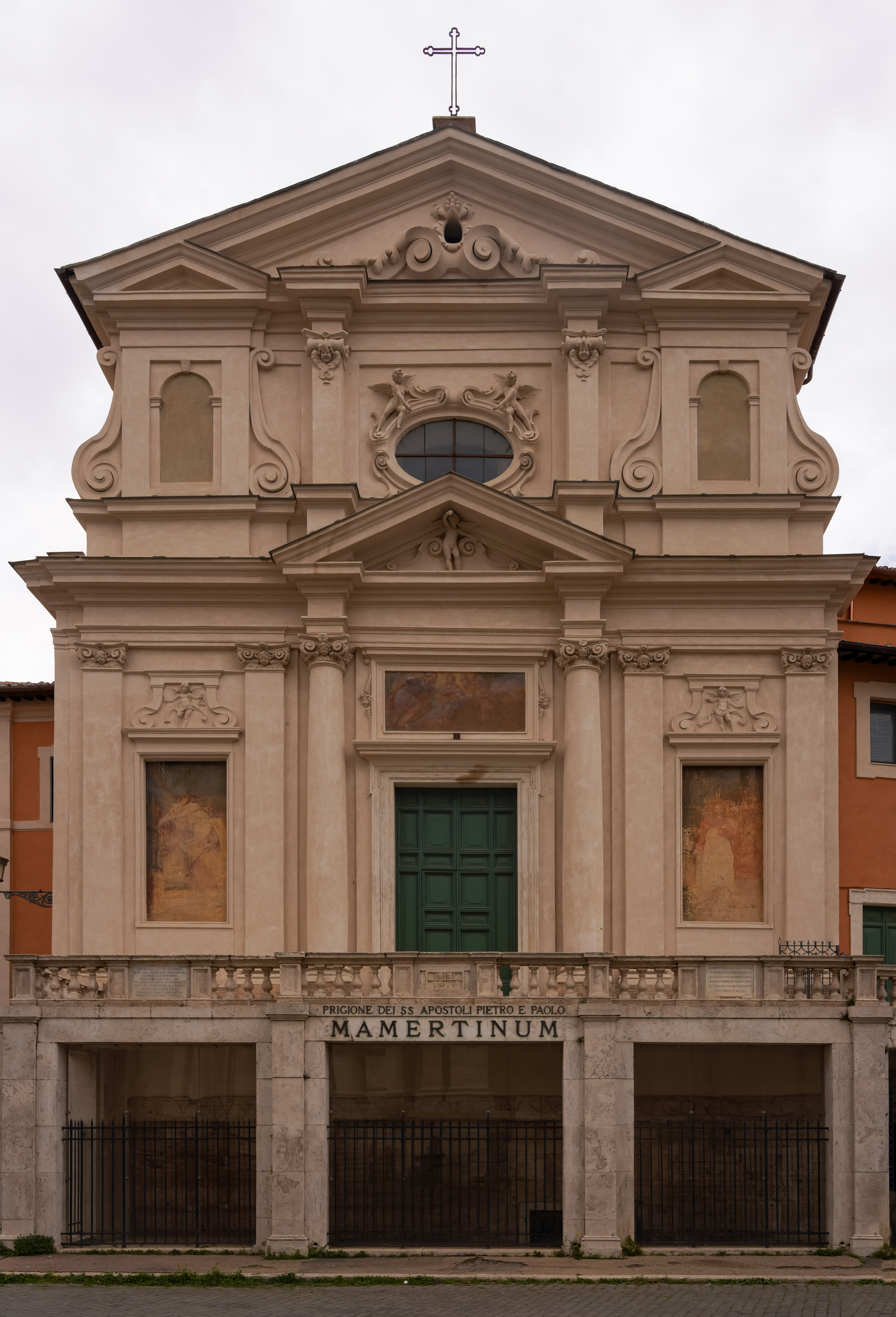
Façade de San Giuseppe dei Falegnami

## Œuvres
Bien que Montano ait pris en charge plusieurs projets de sculpture et d'architecture quand il était à Rome, sa réputation est due principalement à son travail en tant que chercheur sur l'architecture antique. En dessinant des ruines antiques, Montano se donnait pour but de reconstituer l'aspect originel de Rome. Peu connu de son vivant, Montano a eu une large diffusion de ses dessins d'architecture antique, gravés par son élève G. B. Soria et publiés en 1624 Scelta di varii tempietti antichi (Sélection de plusieurs anciens Temples).
Ses autres œuvres comprennent :
- Diversi ornamenti capricciosi par depositi o altari (Différents ornements capricieux pour les reliquaires ou des autels—1625)
- Tabernacoli diversi (Divers Sanctuaires—1628)
- Architettura con diversi ornamenti cavati dall' antico (Architecture avec des ornements divers, gravés à partir de l'Antique—1636).

## Héritage
Les travaux de Montano ont influencé certains des plus importants artistes du Baroque de Rome, y compris Francesco Borromini, Gian Lorenzo Bernini, et Pietro da Cortona. On peut constater son influence sur la façade de l'église de Santi Luca e Martina à Cortone (1634-69) et dans la façade du Bernin de Sant'Andrea al Quirinale (1658-70) à Rome.
L'architecture du XVIe siècle, avaient fondé ses principes sur l'étude de Vitruve et de certains exemples d'architecture Romaine, soigneusement sélectionnés. Même si une grande partie des ornements proposés par Montano sont plus basés sur son imagination plutôt que sur l'archéologie ou l'exactitude historique de ses observations, cela n'a pas diminué leur importance. Ils ont été  considérés comme d’honnêtes reconstitutions d'anciennes constructions Romaines par les architectes du dix-septième siècle. Le Bernin en particulier, a été attiré par les gravures des bases et des chapiteaux des périodes impériales Augustiennes et Flaviennes périodes du Codex Coner, des bâtiments de la Villa d'Hadrien à Tivoli, et d'autres qui n'ont pas survécu.

### Influence sur Borromini

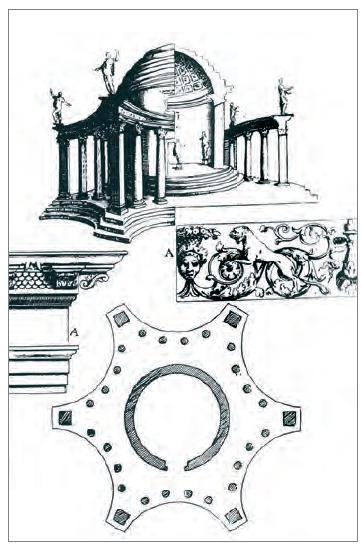
Gravure de Montano dessins représentant la reconstitution du Temple de Vesta à Tivoli.

Borromini connaissait aussi les modèles antiques. Baalbek, Petra, Sabratha et Leptis Magna , sont les plus beaux exemples de la fin de l'architecture Impériale dans l'Empire d'Orient admiré par Borromini. Certains éléments ont été presque repris à l'identique dans les plans de Borromini . Mais il ne pouvait certainement pas avoir connu ces bâtiments, car ces monuments antiques n'ont été excavés qu'au XXe siècle. Il est probable que d'autres bâtiments de ce type existaient autour de Rome, au dix-septième siècle, comme autant de tas informes de briques et de maçonnerie. Il semble que Borromini se soit basé sur les dessins de Montano, dont les reconstitutions de monuments anciens avait été édité comme gravure entre 1624 et 1664 dans une série de volumes appelé Li cinque libri di architettura. Les dessins originaux appartenaient à la collection de l'antiquaire Cassiano dal Pozzo. Ces dessins, source de nombreux motifs, à première vue, ne suggéraient pourtant pas immédiatement l'architecture antique. Mais, dans les détails, ils reproduisent des monuments qui correspondent étroitement aux travaux de Borromini. Par exemple, il y a une similitude frappante entre la lanterne de Borromini de Sant'Ivo alla Sapienza et l'ancien temple de Baalbek, un bâtiment que Borromini ne pouvait pas connaître.
Montano a eu une grande influence dans toute l'Europe et jusqu'au dix-huitième siècle.